# 앙리 카자드쥐

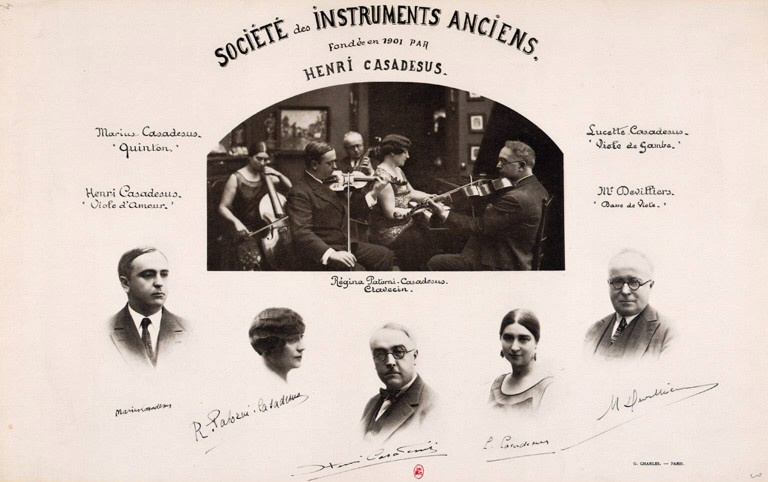
고악기 협회(Société des Instruments Anciens fondée en 1901 par Henri Casadesus). 이 엽서에는 앙리 카자드쥐와 연주자 마리우스, 루세트, 레진 카자드쥐, M. 드비에가 보인다. 프랑스 국립 도서관.

앙리 귀스타브 카자드쥐(Henri-Gustave Casadesus, 1879년 9월 30일 ~ 1947년 5월 31일)은 비올리스트이자 음악 출판업자이다. 그는 마리우스 카자드쥐와 형제로, 유명한 피아니스트 로베르 카자드쥐의 숙부이며, 장 카자드쥐의 손자이다. 1901년 그는 카미유 생상스와 고악기 협회를 창설하였다. 1901년부터 1939년까지 존속했던 이 협회는 비올라 다 감바나 카자드쥐의 악기인 비올라 다모레와 같은 옛 악기를 연주하는 5중주단이었다.
당대 이들 5중주단은 오래전에 죽은 음악가들의 잊혀진 작품을 발굴하여 초연한 것으로 유명하였다. 그러나 나중에 카자드쥐와 그의 형제(특히 마리우스)가 이들 작품을 쓴 것으로 밝혀졌다. 볼프강 아마데우스 모차르트의 작품인 줄 알았던 아델라이데 협주곡은 때론 앙리가 쓴 것이라고 잘못 전해지기도 하지만 사실 마리우스 카자드쥐가 쓴 것이다.
앙리 카자드쥐는 칼 필립 에마누엘 바흐의 "비올라 협주곡 D장조"의 실제 작곡자로 여겨지고 있다. 이 협주곡은 1911년 러시아판으로 "막시밀리안 스타인베르크가 작은 오케스트라를 위한 곡으로 편곡한" 것으로 나왔으며, 이후 다리우스 미요나 세르게이 쿠세비츠키같은 지휘자가 공연하였으며, 펠릭스 프로하스카와 유진 오만디가 녹음하였다.
또 앙리는 "게오르크 프리드리히 헨델의 비올라 협주곡"과 "요한 크리스토프 바흐의 비올라 협주곡"도 작곡한 것으로 보인다. 위 두 곡은 스즈키 비올라 교본에 수록되어 있는데, "헨델/카자드쥐 협주곡", "J.C바흐/카자드쥐 협주곡"으로 칭하기도 한다. 학술적인 비평에서는 두 협주곡을 앙리 카자드쥐가 헨델과 바흐의 작곡 영식으로 쓴 위작으로 확신하고 있다.